# Невски залив
Невски залив (рус. Не́вская губа́, фин. Nevanlahti), у прошлости познат и као Кронштатски залив представља најисточнији део Финског залива, а самим тим и Балтичког мора. Налази се између острва Котлин на западу и делте реке Неве на истоку, и на његовим обалама се налази град Санкт Петербург. Цела акваторија залива припада Руској Федерацији.
Невски залив се сматра естуаријем реке Неве.

## Геофизичке карактеристике
Невски залив представља плитку маритимну акваторију на крајњем истоку Финског залива Балтичког мора. Залив је са северне, јужне и источне стране ограничен обалама на којима је смештен град Санкт Петербург, док се западна граница залива преко које је повезан са остатком балтичке акваторије, налази на линији Лисиј Нос—Кронштат—Ломоносов. Пре градње Санктпетербуршке бране (градња трајала од 1979. до 2011), којом је град заштићен од високих поплавних таласа са отвореног мора, заливска акваторија је у хидрографском смислу била нешто мања, и обухватала је територију површине 329 км². По окончању градње бране залив је готово у потпуности одвојен од отвореног мора и претворен у изолирани проточни акваториј, а са остатком Финског залива је повезан преко два вештачка пролаза: северним, ширине 9–10 км и јужним вратима (ширине 7–8 км). Градњом бране заливска акваторија је проширена за додатних 51 км² и сада износи 380 км². Санктпетербуршка брана дугачка је 23,4 километра и спречава продирање плимских таласа до висине од 4,55 метара изнад нивоа мора.
Максимална дужина залива у смеру запад-исток је 21 километар, док је ширина до максималних 15 км. Запремина залива је у просеку око 1,2 км³. Просечна дубина у заливу је око 3 метра, дно је углавном пешчано и релативно равно.
Просечна температура морске воде у заливу на годишњем нивоу је око 7,5°C. У току зиме, а посебно у децембру и јануару има вредности од око 0 °C до -0,1 °C, док вредности лети редовно прелазе 25 °C (апослутни максимум је +30,8 °C). Залив је под ледом од средине новембра, када се на његовим ивичним деловима појављују прве залеђене ледене површине, па до друге половине априла. За време хладнијих зима дебљина леда неретко долстиже и до једног метра у приобалном, и до 0,8 метара у централном делу акваторије.
- заштитни део обале код Санкт Петербурга
- Поглед на залив из Петерхофа
- Бродови на Невском каналу

## Саобраћај
Да би се омогућило пристајање велики бродовима у санктпетербуршку луку која се налази у најисточнијем делу залива, по дну залива (од острва Котлин до ушћа Неве) је прокопан канал, односно продубљено је морско дно и на тај начин је омогућен приступ бродовима у луку са газом до 11 метара, дужино до 320 метара и ширином не већом од 42 метра.